# ساموراي

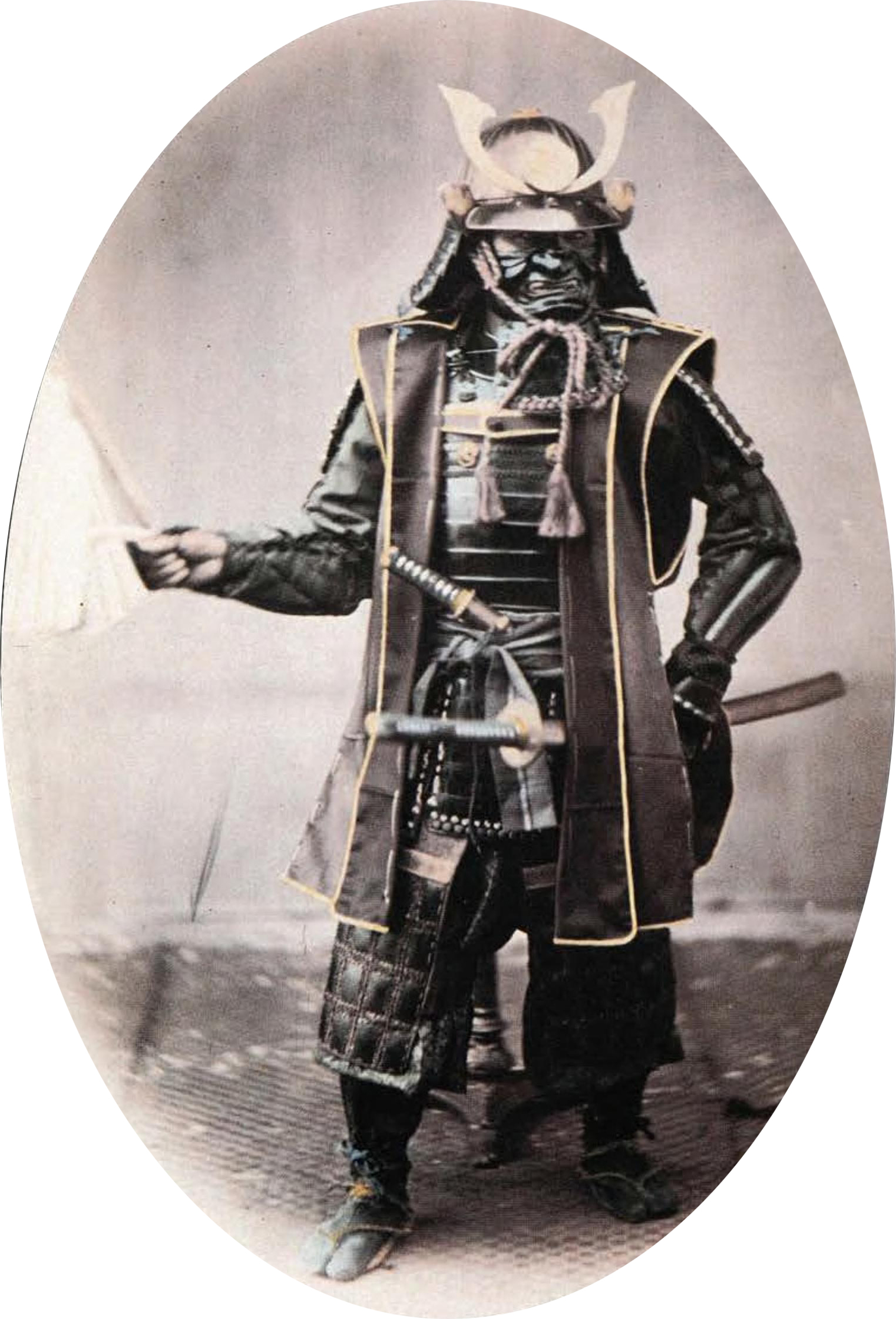
محارب ساموراي ياباني في درعه (صورة فولكلورية): كان رجال الساموراي أثناء فترة إيدو -أخذت اللقطة عام 1860 م- قد تخلوا منذ فترة طويلة عن العدة الثقيلة لصالح لباس الكيمونو الخفيف، الدرع الذي يظهر في الصورة يعود لفترة أزوشي موموياما.

ساموراي (باليابانية: 侍) أو بوشي (武士) هو اللقب الذي يطلق على المحاربين القدماء في اليابان. تعني كلمة «ساموراي» في اللغة اليابانية «الذي يضع نفسه في الخدمة». رغم أن اللفظ الأصلي استعمل في «فترة إيدو» لتمييز الرجال الذين كانوا يسهرون على حفظ الأمن، فقد تم تعميم هذه الكلمة لاحقا على كل الرجال المحاربين في اليابان.
يعود أول ظهور لكلمة «ساموراي» في كوكين واكاشو (905 - 914) أول مجموعة أشعار إمبراطورية.
الساموراي طبقة وراثية للمحاربين باليابان خلال عهودها الإقطاعية. والمصطلح أصلاً يشير فقط إلى الحرس الإمبراطوري، ولكنه بعد قدوم النظام الإقطاعي صار يشير لكل الطبقة العسكرية، بما في ذلك المحاربين الذين يُطلق عليهم اسم الدايميوس والشوغن. وينتمي 5% من اليابانيين إلى هذه المجموعة. يربط بين المحارب من الساموراي هارا كيري وهو انتحار احتفالي. كان لديهم مكانة عالية وامتيازات خاصة مثل ارتداء سيفين. تبع الساموراي قوانين بوشيدو للفضائل العسكرية، واللامبالاة بالألم، والولاء الثابت.
خلال حقبة إيدو الهادئة (1603 إلى 1868) أصبح الساموراي الحكام والقادة لممتلكات الداي-ميو، واكتسبوا الخبرة الإدارية والتعليم. في سبعينيات القرن التاسع عشر كانت عائلات الساموراي تشكل 5٪ من السكان. أنهت ثورة ميجي أدوارهم الإقطاعية، وانتقلوا إلى الأدوار المهنية والتجارية. يظل الساموراي ذكرى بارزة في الثقافة الشعبية اليابانية.

## التأسيس
استمرت سلالة الهاين اليابانية أربعة قرون تقريباً، فكانت في البداية حقبة مجد وازدهار، حيث ازدهر الفن والشعر والخط الجيد. وكانت العاصمة الجديدة هيان ـ كيو (في المنطقة كيوتو حالياً)، ولكن مرور السنوات أدى إلى نمو قوة الأشراف في المقاطعات. فبدأ هؤلاء الأشراف بالاستعداد، مؤسِّسين جماعات من الرجال المقاتلين. قدَّمت بدورها خدماتٍ إلى الأسياد. وهكذا تولد شكل من النظام الإقطاعي. وأصبح حملة السلاح المحاربون هؤلاء يُسَمَّون بـ«الساموراي». كانت لهم قواعد شرف متزمتة، شابهت في كثيرٍ منها فرسان العصور الوسطى في أوروبا. وقد استطاعوا مع الوقت تحطيم سلالة هاين في عام 1160 م.

## بوشي أو ساموراي
يتم الخلط بين كلمتي «بوشي» و«ساموراي» بدون قصد أحيانا، ترجع الكلمتان في معناهما إلى حقبتين مختلفتين من تاريخ اليابان، كما أنهما تميزان وظيفتين مختلفتين أيضا. البوشي (المحاربون)، ظهر دورهم عام 1185 م، وكانوا الحكام الفعليين للبلاد أثناء عهد الفوضى. أهم ما ميز مظهرهم هو ارتداء الدروع، لم يعرفوا في حياتهم غير الحروب المتواصلة، كان قدرهم يتحدد في قلب المعارك التي كانوا يخوضونها. عملوا دائما على توسيع رقعة العشائر التي كانوا ينتمون إليها.
الساموراي، ظهر دورهم سنة 1615 م، كانوا موظفين يحملون السلاح، على غرار قوات حفظ النظام (الشرطة) اليوم، يغلب عليهم ارتداء الملابس الخفيفة (كيمونو). يخضع كل واحد منهم لأحد السادة الكبار. كانوا يشكلون طبقة مستقلة، وضعوا أنفسهم في خدمة الشوغون (سيدهم الأول) ووطدوا له البلاد. كانت مهامهم الأساسية الأخرى تتمثل في إدارة الأراضي والسهر على مصالح أسيادهم في المقاطعات.
و عادة يتقلدون سيفين ويتميزون بغطاء خاص على رؤوسهم. يتدرج الساموراي في المراتب العسكرية المختلفة ولكل نصيبه المناسب من الأرز. فقد الساموراي نفوذهم بعد أن تخلت اليابان عن النظام الإقطاعي عام 1871م.
وكان الساموراي أقوى محاربي العالم في تلك الفترة.

## العهد الأول
أثناء فترة نارا (710-784 م) أطلق على المحاربين تسمية مونونوفو. ثم ظهر لفظ «بوشي» لأول مرة أثناء فترة هييآن (784-1185 م)، كان اللفظ يستعمل لتمييز كل الرجال المحاربين النظاميين، الذين جندتهم الأسرة الإمبراطورية، أو العشائر الكبرى لإدارة المناطق والمقاطعات (شو-إن). أطلقت كلمة ساموراي في بداية الأمر على الحرس الإمبراطوري المقيم في العاصمة كيوتو، والذي كان يقوم بالسهر على أمن العائلة الإمبراطورية وكبار العائلات من النبلاء.
مع نهاية «فترة هييآن»، أخذ دور البلاط يتراجع، دخلت البلاد مرحلة الفوضى وساد مبدأ الحرب في المقاطعات البعيدة، كان للـ«بوشي» الدور الفعال في هذه الفترة. أخذت قوة بعض العشائر الكبيرة كالـ«تائيرا»، الـ«ميناموتو» والـ«هوجو» تتزايد، ما أدى في النهاية إلى اندلاع صراع عنيف بينها.
شارك الساموراي في معركة دان نو أورا البحرية عام 1185 التي انتصرت فيها عشيرة «ميناموتو» وتلقب زعيمهم «يوريتومو» بالشوغون، ومعه بدأت الفترة المعروفة باسم «كاماكورا» (1185-1333 م). أصبح اللفظ «ساموراي» يشمل الرجال المحاربين في خدمة الشوغون والـ«دائي-ميو» (الزعماء الكبار) أيضا.
بعد انحسار دور عشيرة الـ«هوجو» (فرضوا وصايتهم على الشوغونات)، وبداية شوغونية عشيرة «أشيكاغا» (1338-1573 م)، بدأ النظام السياسي القديم يتهاوى، أخذ دور حكام المقاطعات يتزايد على حساب السلطة المركزية، ثم أصبح هؤلاء يحكمون في استقلال شبه تام عن حكومة «كيوتو». شيئا فشيئا تحول هؤلاء إلى أسياد حرب، بسطوا قوانينهم وسلطتهم على الأراضي المجاورة لهم، لم يعد هناك مكان للضعفاء، إذا ما أبدى أحدهم ضعفا سرعان ما يزيحه حاكم آخر أقوى منه. أصبح قانون الحرب هو السائد في اليابان الإقطاعي. عرفت البلاد في نهاية «فترة موروماتشي» حروبا طاحنة، كانت آخرها ما سمي بحروب المقاطعات، (سن غوكو جيدائي) ودامت (1477-1573 م)، انتهت هذه الحروب بعد قيام ثلاثة من كبار الزعماء، بتوحيد البلاد تحت راية واحدة (راجع: فترة أزوشي موموياما).

## فترة إيدو

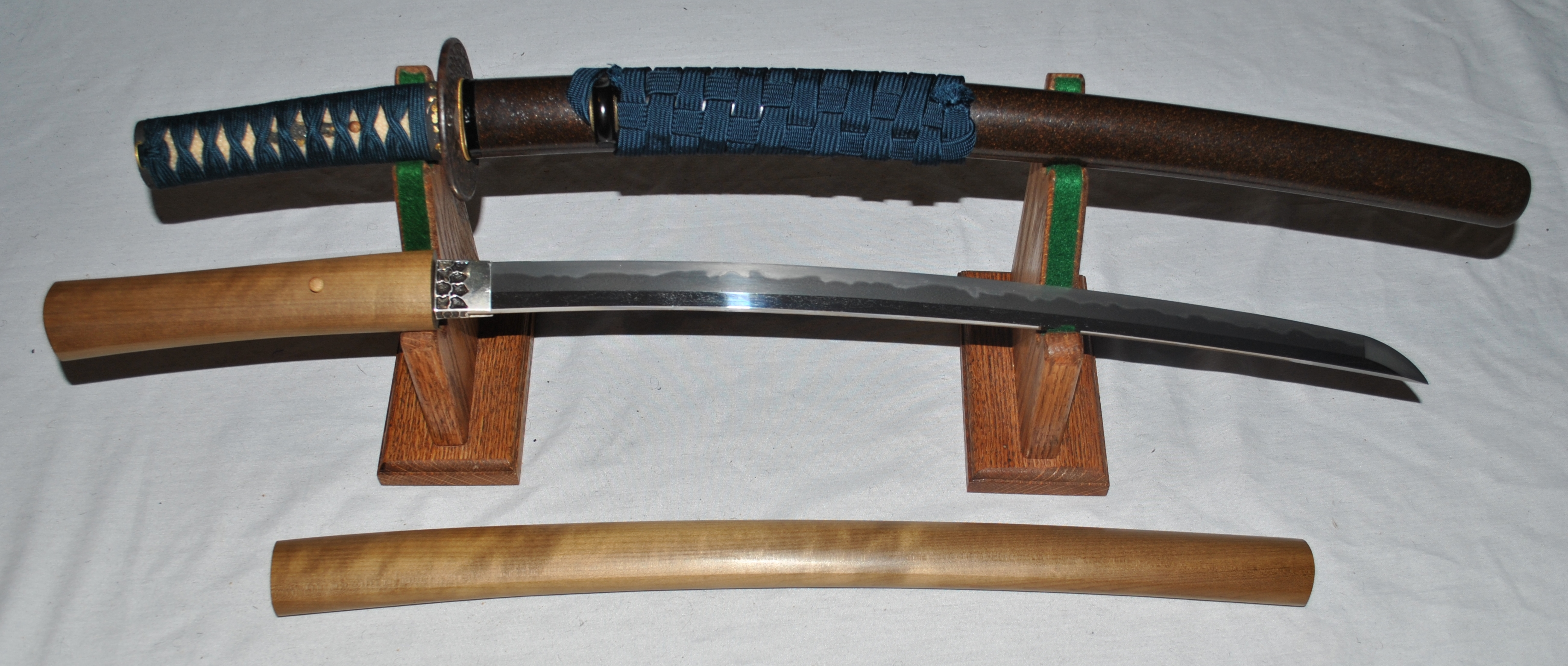
سيف واكيزاشي يعود إلى فترة إيدو: يتميز هذا السيف بقصر طوله وانحناء شفرته قليلا، ويشكل مع سيف الكاتانا مايعرف بالدائي-شو، وهي عدة المحارب التقليدية.

عرفت هذه الفترة انتهاء دور الرجال المحاربين (بوشي)، ليتركوا مكانهم لرجال الأمن (ساموراي). ترك هؤلاء الدروع وعدتهم الثقيلة ليرتدوا لباس الـ«كيمونو». كانت قطعتي السلاح (دائي-شو) التي يحملونها هي كل ما تبقى لهم من حقبتهم السابقة.
عاد الاستقرار السياسي إلى البلاد مع بداية شوغونية الـ«توكوغاوا» وعرف عهدهم بـ«فترة إيدو» (1603-1868 م)، أراد النظام الجديد أن يقوم بتثبيت دور الطبقات الاجتماعية المستحدثة. مع القضاء على معظم المعاقل الإقطاعية القديمة، أصبح العديد من المحاربين بلا أسياد (رونين)، سمحت لهم الحكومة بحمل السلاح، وأن يكون لهم اسم عائلي (على عكس طبقة الفلاحين)، إلا أنه توجب عليهم مغادرة الأرياف، والإقامة عند أحد حكام المقاطعات في قصره، يصرف لهم في مقابل ولائهم مقدار معين من الأرز (ويسمى «كوكو» وكان أساس المقايضة في اليابان، لم تكن العملة النقدية معروفة)، كانوا في السابق يتلقون معقلا يشمل على مساحة معينة من الأراضي. تحول المحاربون إلى موظفين حكوميين يسهرون على استتباب الأمن في المقاطعات، مقابل أجرة شهرية.
دفعت ظروف الأمن الجديدة وانعدام الفرص لهم لتجريب مهاراتهم الحربية بالعديد من الساموراي للعمل في الإدارة الحكومية، التجارة أو التعليم. بدافع من تاريخهم الحربي الزاخر طور هؤلاء المحاربون قيما روحية جديدة خاصة بطبقتهم، وكان من أهم أعمالهم في هذه الفترة إصدار قانون أخلاقي جديد عرف باسم «بوشيدو» أو «بوشي-دو» (طريق المحارب) أجمعوا على اتباعه، كما أصبحت زهرة الساكورا (شجرة الكرز) رمزهم الجديد.

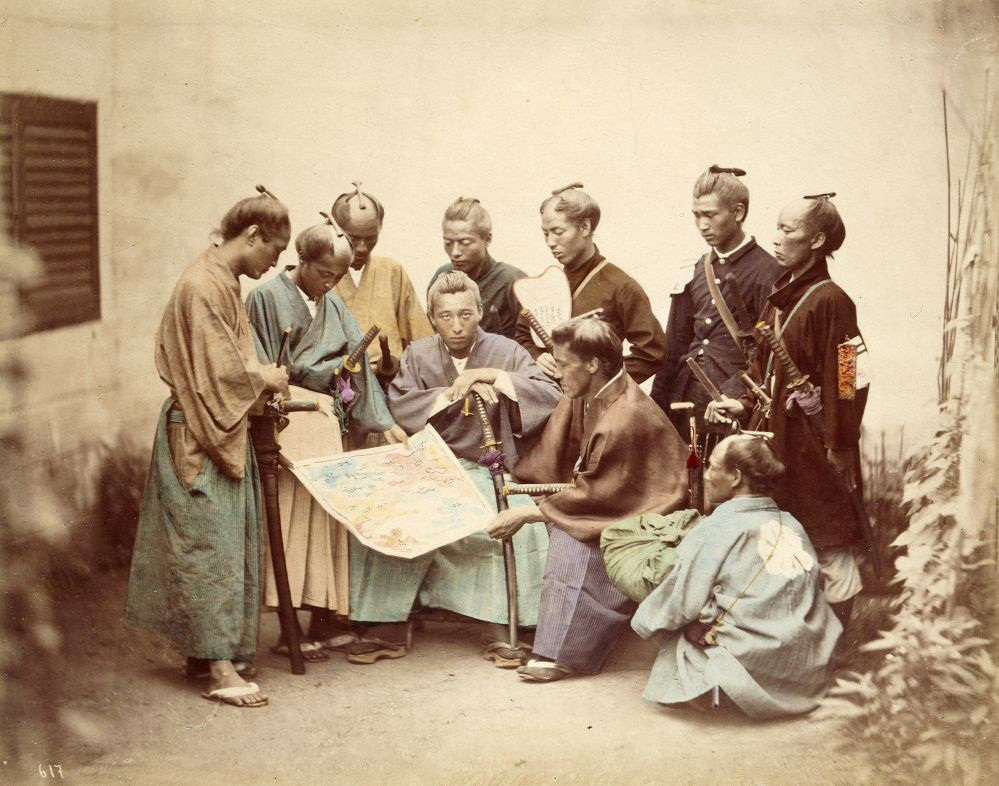
رجال "ساموراي" من معقل "ساتسوما" (薩摩) يراجعون بعض الخرائط قبل إحدى المعارك، الصورة تعود إلى الفترة التي عرفت باسم حرب بوشين.

بدأت عملية الإصلاحات في «فترة مييجي» (استعراش مييجي)، وكان من أهم الخطوات التي أقدمت عليها الحكومة هي حظر طبقة المحاربين عام 1871 م وتجريدهم من كامل امتيازاتهم. توجب على كبار الزعماء («دائي-ميو») إعادة أراضيهم وممتلكاتهم إلى الإمبراطور، كما تم حظر حمل السلاح على الساموراي. منحت الحكومة رجال هذه الطبقة منحة خاصة، كانت تعادل ما كانوا يتقاضونه كمرتبات قبل الحظر، كانت هذه الإجراءات انتقالية إلى أن يندمج هؤلاء في المجتمع الجديد.

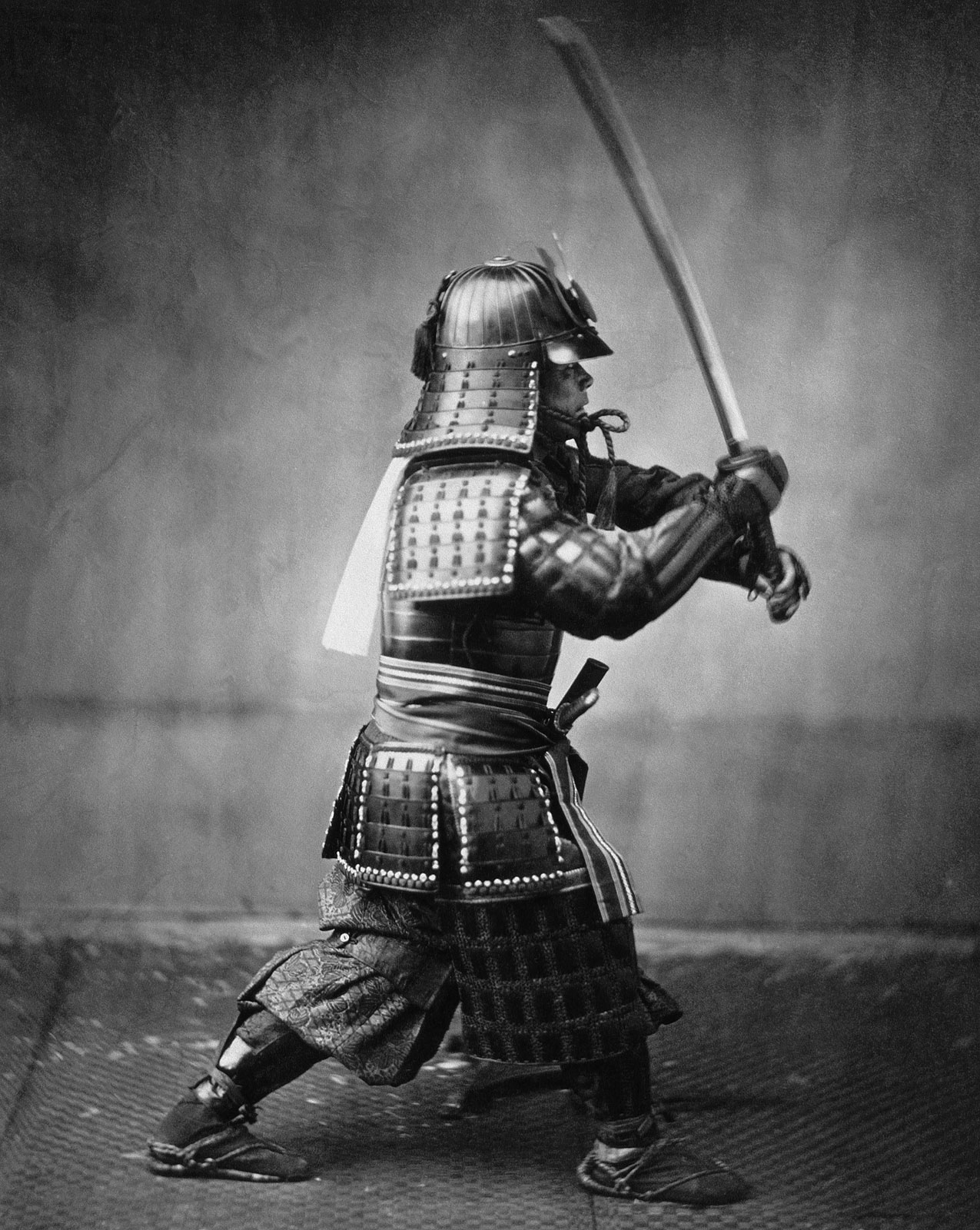
ساموراي مدرع مع سيف وخنجر

## الفترة الحديثة
بالرغم من انتهاء دورهم القديم، فقد استمر رجال طبقة الساموراي، في لعب الأدوار القيادية في اليابان، شكلوا ما عرف بالنخبة الحاكمة واستمروا في حكم البلاد حتى نهاية الحرب العالمية الثانية. خرج من بينهم مؤسسو الشركات الصناعية الكبرى والمصارف التجارية في اليابان. كان لهم دور كبير في تحويل اليابان إلى قوة صناعية.
بعد أن اصطبغت ببعض التعاليم الكونفشيوسية، انتشرت مبادئ الـ«بوشيدو» في المجتمع الياباني. استرجعت الشركات اليابانية مفاهيم الجهد، الولاء، والمثابرة لصالحها، كما قامت المؤسسات التعليمية بنشرها بين أفراد الجيل الجديد.
تساهم وسائل الإعلام الحديثة في نشر ثقافة الساموراي، من خلال الأفلام، التلفزيون، المسارح، المنغا وغيرها. ويحتل رجال الساموراي -من فترة إيدو- المكانة الأولى. فيما تكاد صورة الـ«بوشي» -من القرون الوسطى- تنمحى.

## راجع أيضا
- كبار الساموراي: قائمة بكبار المحاربين العسكريين الذين عرفتهم اليابان.
- رجال الساموراي السبعة -1954 م- (فيلم ياباني لـ«أكيرا كوروساوا»).
- فيلم الساموراي الأخير: فيلم من بطولة توم كروز.
- شاهد الساموراي يوكيوميشيميا لقائه وقبل أنتحاره بدقائق "فيديو . على يوتيوب"
- إيساو ماتشي